# Alburnoides idignensis
Alburnoides idignensis är en fiskart som beskrevs av Bogutskaya och Brian W. Coad 2009. Alburnoides idignensis ingår i släktet Alburnoides och familjen karpfiskar. Inga underarter finns listade i Catalogue of Life.